# Monomitopus agassizii
Monomitopus agassizii е вид лъчеперка от семейство Ophidiidae. Видът не е застрашен от изчезване.

## Разпространение
Разпространен е в Американски Вирджински острови, Бахамски острови, САЩ, Суринам, Тринидад и Тобаго и Френска Гвиана.